# پیهانی
پیهانی (به انگلیسی: Pihani) یک منطقهٔ مسکونی در هند است که در بخش هاردوی واقع شده‌است. پیهانی ۵ کیلومتر مربع مساحت و ۳۶٬۰۱۴ نفر جمعیت دارد و ۱۴۱ متر بالاتر از سطح دریا واقع شده‌است.